# Orient (Nova York)
Orient és una concentració de població designada pel cens dels Estats Units a l'estat de Nova York. Segons el cens del 2000 tenia 709 habitants.

## Demografia
Segons el cens del 2000, Orient tenia 709 habitants, 330 habitatges, i 205 famílies. La densitat de població era de 53,8 habitants per km².
Dels 330 habitatges en un 18,5% hi vivien nens de menys de 18 anys, en un 52,7% hi vivien parelles casades, en un 7% dones solteres, i en un 37,6% no eren unitats familiars. En el 30,3% dels habitatges hi vivien persones soles el 19,4% de les quals corresponia a persones de 65 anys o més que vivien soles. El nombre mitjà de persones vivint en cada habitatge era de 2,15 i el nombre mitjà de persones que vivien en cada família era de 2,69.
Per edats la població es repartia de la següent manera: un 18,1% tenia menys de 18 anys, un 2,8% entre 18 i 24, un 15,7% entre 25 i 44, un 29,1% de 45 a 60 i un 34,4% 65 anys o més.
L'edat mediana era de 54 anys. Per cada 100 dones de 18 o més anys hi havia 91,1 homes.
La renda mediana per habitatge era de 45.461 $ i la renda mediana per família de 50.833 $. Els homes tenien una renda mediana de 43.571 $ mentre que les dones 31.111 $. La renda per capita de la població era de 29.382 $. Entorn del 2,4% de les famílies i el 4,4% de la població estaven per davall del llindar de pobresa.